# Molinaea
Molinaea é um género botânico pertencente à família Sapindaceae.